# Anne Birgitte Lundholt
Anne Birgitte Lundholt (født 11. juni 1952) er dansk erhvervsleder samt tidligere politiker og minister fra Konservative Folkeparti.

## Biografi
Anne Birgitte Lundholt er født i Fredericia som datter af ingeniør Niels Ebbe Lundholt og sekretær Aase Lundholt. Hun tog studentereksamen fra Fredericia Gymnasium i 1971, og derefter studerede hun på Aarhus Universitet 1971-77, hvilket gav hende titlen af cand.scient.pol..
Hun fungerede i tre år herefter som sekretær i Dansk Arbejdsgiverforening, hvorefter hun skiftede til Textilindustrien som kontorchef og senere vicedirektør, samtidig med at hun tog en HD i udenrigshandel fra Handelshøjskolen i København (1983). I 1988 blev hun administrerende direktør i Møbelfabrikantforeningen, der senere skiftede navn til Dansk Møbelindustri, indtil hun blev hentet ind som industriminister i Regeringen Poul Schlüter III fra 2. december 1989 til 17. december 1990. 
I 1990 blev Anne Birgitte Lundholt udnævnt til kommandør af Dannebrogordenen samt valgt til årets politiker af Landsforeningen af Erhvervsinteresser.
Lundholt var opstillet for Det Konservative Folkeparti i Ringkøbing Amtskreds og blev valgt ind i Folketinget ved valget 12. december 1990. Hun blev herefter industri- og energiminister i Regeringen Poul Schlüter IV fra 18. december 1990 til 24. januar 1993. Her medvirkede hun bl.a i indvielsen af verdens første havvindmøllepark Vindeby, og indførelse af CO2-afgift.
Efter regeringsskiftet fortsatte hun som menigt folketingsmedlem og var politisk ordfører fra 1995 frem til 8. oktober 1997. Herefter trak hun sig som folketingsmedlem for i stedet at blive administrerende direktør for Danske Slagterier.
I 2005 stoppede hun i Danske Slagterier, hvorefter hun etablerede eget konsulentfirma og fungerede til 2007 som senior advisor i Kreab, en kommunikationsvirksomhed i Bruxelles. 
Fungerer som administrerende direktør for Veterinærmedicinsk Industriforening siden 2007.
I 2006 blev hun udpeget som formand for bestyrelsen i Banedanmark, denne bestyrelse blev nedlagt af Hans Christian Schmidt per 14/4-2010.
Per 27. september 2010 blev hun udnævnt til formand for bestyrelsen i Naviair. Efter sønderlemmende kritik i pressen af de personalereduktioner, der førte til massive flyforsinkelser i foråret 2023, og af at have siddet for længe til at kunne betragtes som uafhængig i bestyrelsen, har hun meddelt sin afsked i juni 2023.
Hun har flere bestyrelsesposter, heriblandt i Post Danmark og Nordea.

## Politisk baggrund
Allerede som ganske ung blev Lundholt politisk engageret, og hun meldte sig ind i Konservativ Ungdom i 1966. Hun blev formand for Konservativ Ungdom i Fredericia 1969-70, efterfulgt af medlemskab af Det Konservative Folkepartis kredsbestyrelse i Århus 1971-77. I 1975 blev hun opstillet som folketingskandidat i Givekredsen, som blev udskiftet med Vordingborgkredsen i 1977, Sundbykredsen 1979, Herningkredsen i 1990 og Hellerupkredsen i 1995.
Efter de interne stridigheder om at blive ny landsformand efter Hans Engell i 1997 trak hun sig fra Folketinget.